# 戴尔·劳纳尔
戴尔·劳纳尔（英語：Dale Launer）生于1952年，是一名美国喜剧编剧。

## 生平
劳纳尔生于美国俄亥俄州克利夫兰，在圣费尔南多谷长大。 他在加州州立大学北岭分校就读时开始主修电影专业， 在那里他发现了自己创作和导演电影的渴望。他第一部成功的电影剧本是《残酷的人们》。
2007年5月，由他担任制片人、编剧和导演的电影《Tom's Nu Heaven》，获得了摩纳哥电影节最佳影片奖。

## 电影作品
- (2005) - 制片人，导演，编剧
- 第九号爱情香水（Love Potion No. 9） (1992) - 制片人，导演，编剧
- 我的表兄维尼（My Cousin Vinny） (1992) - 制片人，编剧
- 偷心大少（Dirty Rotten Scoundrels） (1988) - 执行制片人，编剧
- 盲目约会（Blind Date） (1987) - 编剧
- 残酷的人们（Ruthless People） (1986) - 编剧